# A Song for a New Day
A Song for a New Day es una novela de ciencia ficción de la escritora estadounidense Sarah Pinsker, publicada por primera vez en papel y libro electrónico por Berkley Books en septiembre de 2019. La primera edición británica fue publicada en tapa dura y libro electrónico por Ad Astra/ Head of Zeus en agosto de 2020, a día de hoy esta novela esta todavía de circulación, siendo que han lanzado las editoriales varias ediciones del mismo.

## Resumen
La novela sigue la vida de un músico en un futuro donde las pandemias y el terrorismo hacen que los eventos públicos, como los conciertos, sean ilegales, basándose en la idea de la censura como medio de limitación de los valores .

## Recepción
Kirkus Reviews calificó A Song for a New Day como "una hermosa novela que celebra lo que puede suceder cuando una persona levanta la voz", mientras que Publishers Weekly le dio al libro una reseña destacada y dijo que "esta historia de esperanza y pasión es una notable logro."  Más reseñas fueron publicadas analizando positivamente el desarrollo y mensaje de la misma.

## Premios
A Song for a New Day ganó el Premio Nebula 2020 a la Mejor Novela,  fue finalista del Premio Locus Poll 2020 a la Mejor Novela, y fue nominado para el Premio Compton Crook 2020 a la Mejor Primera Novela . Fue reconocida como una obra de interés por muchos de los medios de lectores, generalmente blogs.